# Beira-Mar (livro)
Beira-Mar é o quarto volume das memórias do médico e escritor mineiro Pedro Nava e abrange o período em que o autor cursou a Faculdade de Medicina de Belo Horizonte (1921-27). Nessa época Nava também ocupa um emprego público na Diretoria de Higiene do Estado de Minas Gerais para ajudar financeiramente a família, que, no quinto ano da faculdade, troca por uma residência médica na Santa Casa. Desenvolve uma vida boêmia e artística, convivendo com artistas modernistas e colaborando com uma revista literária, A Revista, terceira publicação modernista do Brasil e a primeira de Minas. "Retomamos o fio das Memórias e o dos anos 20, anos tão importantes para o Brasil, anos riquíssimos, que o jovem Pedro [...] vai viver plenamente."
"Enquanto fazia seu curso de medicina, Pedro Nava frequentava as rodas literárias de Belo Horizonte e prometia destacar-se nas letras ou nas artes plásticas, mas acabou se empenhando, efetivamente, durante décadas, na carreira médica." Assim, dois interesses aparentemente díspares, pela medicina e pela literatura, não só conviveram na vida do Nava estudante universitário, como compartilham equilibradamente as páginas desse livro de memórias.

## Sinopse
A obra divide-se em 4 capítulos, cujos nomes fazem referência a locais belo-horizontinos: Bar do Ponto  (um dos pontos de encontro da mocidade boêmia), Rua da Bahia (que já foi nome de capítulo no livro anterior), Avenida Mantiqueira (cujo nome depois mudou para Avenida Alfredo Balena), Rua Niquelina.
O título do livro, sugestão do arquiteto Lúcio Costa, como revela Nava no Anexo III de Chão de Ferro, faz alusão ao desejo do autor de se mudar para o Rio de Janeiro depois que se formasse, desejo esse que acabou só se realizando alguns anos depois, em 1933. "Eu tinha o desejo firme de ir para o Rio depois de formado. Mas como? Matutando bem cheguei à conclusão que isto seria impossível de imediato. Eu seria obrigado a ir para o interior, clinicar, juntar um capital e tentar depois a Beira-Mar. (Capítulo 4 de Beira-Mar)
São notáveis os perfis que Nava traça de professores e colegas da faculdade (um dos colegas, o futuro presidente do Brasil Juscelino Kubitschek), bem como dos amigos artistas, entre eles Carlos Drummond de Andrade, e dos artistas modernistas da "caravana paulista" que visitou Belo Horizonte em 1924, entre eles Oswald de Andrade, Mário de Andrade, Blaise Cendrars e Olívia Guedes Penteado. Nava também discorre em detalhes sobre as cadeiras da faculdade e, em particular, as dissecações de cadáveres, que o levam a refletir sobre a mortalidade humana. "Sempre que vejo pobre humano cheio de empáfia lembro que ele vai morrer e repito em sua intenção as palavra da prece dos agonizantes." "Os pobres mortos traziam restos de roupas, curativos, cabelos, a última expressão do último arranco do último sofrimento – a máscara do término da agonia."
Nesta obra Nava explicita por que resolveu escrever suas memórias: "É o caso de eu ter escrito e continuar a escrever estas minhas pobres memórias. [...] Foram produzidas porque eu queria ter – roubando aqui o pensamento de Proust – esse encontro urgente, capital, inadiável comigo mesmo." "Nesse terreno [da memorialística] a sinceridade se impõe porque escrever memórias é um ajuste de contas do eu com o eu e é ilícito mentir a si mesmo."
Condena a pretensão dos médicos de prolongar artificialmente a vida, infligindo sofrimento ao doente: "O que temos é de nos convencer que o homem, de tanto viver, que o doente, de tanto padecer – adquirem o direito à morte, tão respeitável como o direito à vida por parte de quem nasceu." (pág. 333 da edição da Nova Fronteira) Defende uma medicina baseada na observação: "Minha medicina é sempre figurativa e nunca abstrata. Observo, não experimento." (pág. 301) Agradece aos cadáveres por terem proporcionado sua dissecação: "E obrigado, Cadáveres que dissequei e do que aprendi da umidade captada em vossos restos e vossos corpos anoitecidos do ardume do formol e do negrume da Morte." (idem)